# Le Dernier Contingent
Le Dernier Contingent est un roman d'Alain-Julien Rudefoucauld publié le 5 janvier 2012 aux éditions Tristram et ayant reçu la même année le prix France Culture-Télérama.

## Historique du roman
Le 12 mars 2012, le roman est récompensé par le prix France Culture-Télérama,.

## Éditions
- Éditions Tristram, 2012,  (ISBN 978-2907681933)